# 1241
1241 (MCCXLI) var ett normalår som började en tisdag i den julianska kalendern.

## Händelser

### Mars
- 28 mars – När den danske kungen Valdemar Sejr dör efterträds han som kung av Danmark av sin son Erik.

### Oktober
- 25 oktober – Sedan Gregorius IX har avlidit den 22 augusti väljs Goffredo da Castiglione till påve och tar namnet Celestinus IV. Han avlider dock själv efter endast sexton dagar som påve, varefter påvestolen kommer att stå tom i ett och ett halvt år.[1]
- December – Vid mongolhövdingen Ögedei Khans död avbryts mongolernas planerade invasion av Tyskland, Österrike och Italien.

### Okänt datum
- Franciskanermunkar etablerar sig i Skara, Sverige.
- Ett förbund sluts mellan Hamburg och Lübeck.
- Den danska jyllandslagen utfärdas.

## Födda
- 4 september – Alexander III, kung av Skottland 1249–1286
- Eleonora av Kastilien, drottning av England 1272–1290 (gift med Edvard I)
- Sofia Eriksdotter av Danmark, drottning av Sverige 1260–1275, gift med Valdemar Birgersson

## Avlidna
- 28 mars – Valdemar Sejr, kung av Danmark sedan 1202.
- 22 augusti – Gregorius IX, född Ugolino di Conti, påve sedan 1227.
- 23 september – Snorre Sturlasson, isländsk hövding och skald (mördad).[2]
- 10 november – Celestinus IV, född Goffredo da Castiglione, påve sedan 25 oktober detta år.
- December – Ögedei Khan, mongolhövding.
- Eleonora av Bretagne, tronföljare i Bretagne och engelsk statsfånge.

### Fotnoter
1. ↑  ”Roman Catholic Church” (på engelska). World Statesmen. http://www.worldstatesmen.org/Catholic.html. Läst 23 november 2012.
2. ↑  Det hände i dag